# 吾爾開希·多萊特
吾尔开希·多萊特（維吾爾語：ئۆركەش دۆلەت‎，拉丁维文：Örkesh Dölet；1968年2月17日—），维吾尔族異見人士，籍貫新疆維吾爾自治區伊宁市，生於中華人民共和國北京市，曾在新疆接受三年教育，與王丹、柴玲等同為八九學運的學生領袖，被中華人民共和國政府通緝。1996年，与台湾籍妻子陳慧玲到臺灣臺中市定居，1998年取得中華民國居留證。1999年8月，在臺中市取得中華民國身份證。現任立法院人权促进会副秘書長。定居臺北市，從事金融業。

## 经历

### 个人背景
吾尔开希的父母曾在北京民族出版社任职，后退休。司徒华称，吾尔开希的父亲隶属中国人民解放军空军。吾尔开希六四後是在甘肃兰州乘坐军用专机逃亡至珠海，其后经“黄雀行动”抵达法国。
1987年，吾尔开希通过预科考入北京师范大学，在中央民族学院结束预科阶段学习后在北京师范大学教育系教育管理专业就读。而根據新华通讯社主办的《瞭望》周刊，提到其大学老师及同学对他的学业、品行等多持负面看法。

### 六四事件期间
1989年4月21日，吾尔开希宣佈成立“北京师范大学学生自治会”及“北京市临学联”並自任主席。當晚，在北大籌委會及清華學生的推動下，在北京师范大学举办“誓师大会”，有超过六万人参与。當夜，上述数万学生前往天安门广场，在人民大会堂会场外参与次日的胡耀邦追悼会。25日，与刘刚、王丹、王超华、熊焱等人将北京临时学联改名为“北京高校学生自治联合会”简称“北高聯”。北高聯随即成为繼北大籌委會之後的八九学生运动的主要组织。吾尔开希担任该组织第二任主席。自此，吾尔开希成为天安门学生运动主要学生领袖。4月29日，中国政府当局组织的与学生代表的对话中，吾尔开希要求以北高聯主席身份参与，在进入会场之前被当局阻止，當晚與王丹在香格里拉飯店召開記者招待會，自稱被中共便衣跟踪，不再參與北高聯會議，二人便被學運組織邊緣化。5月13日，吾尔开希便与王丹等6人发起绝食。

#### 發動絕食佔領天安門廣場
吾尔开希在当时的学生中有较大的影响力。5月18日，他身穿醫院的病號服与国务院总理李鹏的會面时說：「時間很緊，我們在這裏坐得舒服，但外邊的同學在捱餓，所以我很抱歉打斷您的話……」打断其开场发言（影片显示当时李鹏发言约2-3分钟，共200字左右）。受到在北京采访的各国的媒体瞩目。但吾爾開希這時也犯了大錯，他一再強調學生領袖與學運組織的無能為力，甚至說廣場學生背離民主程序。另一位学生王丹當時對總理李鵬說「現在的問題，不在於要說服我們這些人。我們很想讓同學們離開廣場，廣場上現在並不是少數服從多數，而是99.9%服從0.1%；如果有一個絕食同學不離開廣場，廣場上的其他幾千個絕食同學也不會離開。」會談結束前，吾爾開希又強調一遍。另一位民运领袖封从德认为這中了李鵬的圈套，李鵬等中共官員会以學生領袖管理無能為力为由結束這種“無政府狀態”。而事实上，当时中国状况的确失控，经济大动脉京广线在武汉曾经停摆3小时。
在苏共中央总书记戈尔巴乔夫来到北京访问之时，吾尔开希主张從天安门广场東移，供政府举行仪式以维持学生爱国立场。這個行動導致廣場學生的佈局開始混亂，於是激进派的柴玲、李祿等人組成新的學運組織中心“絕食指揮部”。隨後，本來已經被北高聯除名的吾尔开希与王丹二人，因此進一步與柴玲等人产生争执，而被學運組織進一步邊緣化，但在媒體中卻一直保持學生領袖的形象。

六四事件發生後，吾尔开希在錄像中提到：
“廣場死亡至少數以千計，北京，我想數以萬計，絲毫不過分，我這是比較保守的估計。”
“我的很多同學被坦克車壓死了，被坦克車完全扁平地壓死在天安門廣場。很多他們的屍體到最後用鐵锹鏟起來。我的一個朋友是師大的糾察隊員，負責糾察的。他就親眼看見了把我們同學的屍體用塑料袋裝起來，然後堆在一起放火燒了。”

另外，吾爾開希在被通緝期間，官方曾經發表了一段吾爾開希在绝食期间與其他人吃飯的錄像。錄像的旁白指出，吾爾開希是用別人的捐款來大吃大喝。在另一段的錄像中，吾爾開希說，當時他是和香港的同學吃飯：
很多朋友可能看了那篇他们通緝我的时候放的錄像，說我大吃大喝。事实是，那是在北京飯店和香港的同學一起吃的一頓飯。如果這算大吃大喝的話，那么我想問問他们這一群法西斯們，他們每天的那些用公款堆積起來，國宴、歡迎宴等等各種各種的宴席，他們每天用人民的血汗來養肥自己的肚子，他們算什麼呢？我算大吃大喝的話，他們算什麼吃、什麼喝？這個政府虚弱到了連一個學生吃飯都要放到電視上來告訴人民，這個人是反革命。
但是，事後香港媒體询問當時北上跟吾爾開希會面的香港學生代表，他們也直言是他們付款，而不是吾爾開希或其他人動用捐款來吃喝的。香港專上學生聯會副會長林耀強說：“吾爾開希在五月二十二日就辭去了北高聯主席的職務。而絕食行動在五月十九日就已經停止了，因此，影片說北高聯領袖一面呼籲同學絕食，一面卻大吃大喝，純粹是中共為了汙蔑學生領袖而炮製的低劣謊言。”
另一學生領袖馬少方也在一篇文章中指出：“可不知出于何故，那画面上的日期——5月24日，却没有被删走。问题是，广场上的绝食抗议是5月13日开始，19日结束，5月24日的广场上没有一个人绝食，喉舌的声音就是公然造假。”

#### 通緝与流亡
1989年6月4日六四事件发生后的6月8日，北京市政府解散高自联。6月13日，北京市公安局将他列为21名高自联头头和骨干之一，位列第二位，受到通缉。他在父亲的帮助下从兰州乘坐军机经香港逃离中国大陆开始其漫长的流亡生涯。他与严家其等人共同创立“民主中国阵线”，并担任副主席。离开中国后，他曾在美国哈佛大学和圣拉斐尔市加州多明尼克大学进修。

#### 初次訪台
1991年10月15日吾爾開希帶著挑戰書前往立法院當面向時任民主進步黨立法委員的謝長廷，要求進行一場公開的統獨辯論。謝長廷以吾爾開希的代表性不足，拒絕與其辯論，吾爾開希認為推動中國的民主化，海峽兩岸的統一是至關重要的。

### 定居臺灣

#### 初到臺灣
流亡美國期間，他認識了赴美留學來自台灣的陳慧玲。两人在1994年结婚。吾尔开希決定离开美国前往台湾。1996年，吾尔开希移居台湾，在台中市定居。在台湾，他曾擔任过电台主持人與政治评论員，後投身IT和金融界。他亦曾批评總統陳水扁「宛如共产党」，也曾批評總統馬英九幫共產黨說話。
1999年7月底，吾尔开希正式取得臺灣地區居留权。7月30日，向台中市西區戶政所辦理戶籍登記。时任臺中市市長張溫鷹打破民進黨排斥大陸人士的刻板印象，歡迎吾尔开希入籍台中市。8月3日，張溫鷹向吾尔开希颁发中華民國國民身分證。身份证记载正式姓名是「吾尔开希．多莱特」。
2004年1月吾尔开希曾到香港出席梅艷芳的葬礼。他是继柴玲之后第二个到香港的天安门事件的学生领袖。他在机场发表了一个公开声明，表示希望中国新领导层能够让当年的学运领袖返乡探望在中国大陆的家人。

#### 請求回中華人民共和國境內探親
2008年3月，《北京之春》4月号上，吾尔开希与王丹、杨建利、胡平、郭罗基、陳一諮、张伟国、刘刚、陈小平、吴仁华、刘念春、傅申奇、易改、蔡桂华、魏泉宝、王军涛十六人联名，向中华人民共和国外交部发出公开信。要求政府依照宪法和法律，以及对国际社会的义务，恢复或者延期他们的中华人民共和国护照，可以自由进出国境、行使公民权利。
2009年6月3日晚上，吾爾開希帶領一票記者試圖通過澳門闖關內地，澳門治安警察局根據《內部保安綱要法》拒絕吾爾開希入境；他表示回來目的是向中共自首，並要求澳門中聯辦協助他返鄉探親。
2009年乌鲁木齐七·五暴力事件发生后，吾尔开希在他的个人网站上发表声明，认为是政府镇压维族人和平示威，呼吁在新疆维吾尔自治区施行民主。
2010年6月4日，吾爾開希再次帶領一票記者透過自首的方式，要求與中國駐日本大使對話，因不得其門而入，而想硬闖入位於東京元麻布的中国驻日大使馆，隨即被日本警方逮捕。當月6日下午由於沒有逃亡之虞獲釋，他的刑事處分尚未決定，將在日本停留並接受日本警方的調查。
2011年1月初，支聯會元老司徒華病逝，吾爾開希及王丹等民運人士希望出席司徒華的喪禮，遂帶領一票記者試圖入境香港，但港府在沒有解釋的情況下，拒絕兩人的入境申請。王丹及吾爾開希認為是北京施壓所致，二人對特區政府做法感到憤怒，認為事件顯示「一國兩制」已死，對香港未來感到非常擔憂。
2013年11月25日，吾爾開希帶領一票記者乘坐往曼谷在香港轉機期間向香港入境處表明是中國的通緝犯並要求自首，希望香港方面能拘捕他予中央政府，以換取與家人見面的機會，但最終入境處把他遣返台灣。

#### 評論臺灣太陽花學運
2014年3月20日，318太陽花學運期間，吾爾開希到場勉勵學生們說，「在關鍵的歷史時刻站出來是光榮的！」他說，六四事件至今廿五年，學生關心國家的心沒有死，在台灣繼續發揮，議場學生的表現合乎民主規範，令全世界敬佩。而馬總統也號稱是學運出身的人，如今卻破壞民主，應到場向學生道歉。
針對監察院院長王建煊質疑學生占領立院，國家還有希望嗎？吾爾開希批評，像這樣腐朽的頭腦才是讓台灣沒希望的原因，而學生與公民挺身而出承擔責任，是台灣有希望的重要體現，並當場向王建煊喊話「請你辭職！」他也呼籲民眾，應讓中國國民黨內政召委張慶忠再也選不上立委。

#### 聲援香港雨傘革命
2014年9月28日晚間臺灣臺北市的中正紀念堂廣場舉行晚會聲援香港的佔領行動，吾爾開希到場聲援。他強調，1989年時，他們在北京，台灣、香港都在聲援我們，「今天是天安門的學生，我們要跟香港人說，我們始終肩併肩，我們有共同的理想，就是支持自由民主，希望掌握我們自己的命運”。

#### 參選立法委員
2014年11月30日，宣布投入台灣台中市的立法委員補選。隨後在2014年12月26日宣佈退出此選舉，同時宣佈投入2016年第9屆立法委員選舉。
2015年11月27日，成為獨派政黨大愛憲改聯盟的不分區立委第二名。主張修憲承認外蒙古、中華人民共和國政府及「國際法高於國內法」。

#### 酒醉駕駛
2019年3月31日，吾爾開希酒駕遭逮，酒測值0.4，曾被台北地檢署以公共危險罪送辦。

## 電影引用
在電影《賭神2》的1時零4分，賭神與台南東湖幫少主偷渡到台灣，偷渡船上稱吾爾開希曾搭乘同一艘船到美國。

## 出版書籍
| 年份          | 書名                                 | 作者     | 出版社   | ISBN               |
| ------------- | ------------------------------------ | -------- | -------- | ------------------ |
| 2013年5月30日 | 《為自由而自首：吾爾開希的流亡筆記》 | 吾爾開希 | 八旗文化 | ISBN 9789865842048 |

## 备注
1. ↑  中华人民共和国政府未明確聲明剝奪或不承認其中华人民共和国国籍。2008年时，他仍主张自己的中华人民共和国公民身份[1]。
2. ↑  中华民国官方文件登记名字为吾尔开希·多萊特[4][5]。维吾尔人名無姓氏，吾尔开希是本名，多莱特是父名